# 伯蒂·埃亨
帕特里克·巴塞洛缪·“伯蒂”·埃亨（1951年9月12日—）是愛爾蘭政治家，愛爾蘭共和黨領袖，曾任愛爾蘭勞工部長、愛爾蘭財政部長，1997年6月26日起擔任第10任愛爾蘭總理，同时是以愛爾蘭共和黨為首、包括了愛爾蘭綠黨及愛爾蘭進步民主黨聯合政府及其他獨立支持者的联合执政体的领袖，亦是歐洲少數能夠長時期執政的領導人之一，在任期间促进了爱尔兰经济的发展，创造了较为繁荣的局面。
2008年4月2日，他由於受賄醜聞而在一個記者會中傖促宣佈辭職。

## 生平
埃亨從1977年開始擔任愛爾蘭下議院議員(Teachta Dála，TD)，代表都柏林中部選區(Dáil Éireann)。他在查爾斯·豪伊的第三度總理任期及艾伯特·雷諾茲擔任總理時曾任勞工部長(1987年至1991年)及財政部長 (1991年至1994年)。在雷諾茲的聯合政府倒臺後，曾短暫擔任愛爾蘭副總理(Tánaiste)。1994年，獲選為愛爾蘭共和黨第六任領袖。
2008年，有傳媒指控埃亨在1990年代中期擔任財長期間，曾經非法收受賄款。4月2日，埃亨召開記者招待會，承認近期外界對他個人財產上的批評使政府工作遭到了嚴重影響，並宣佈將在5月6日辭去總理及黨領袖的職務。